# Köderdő

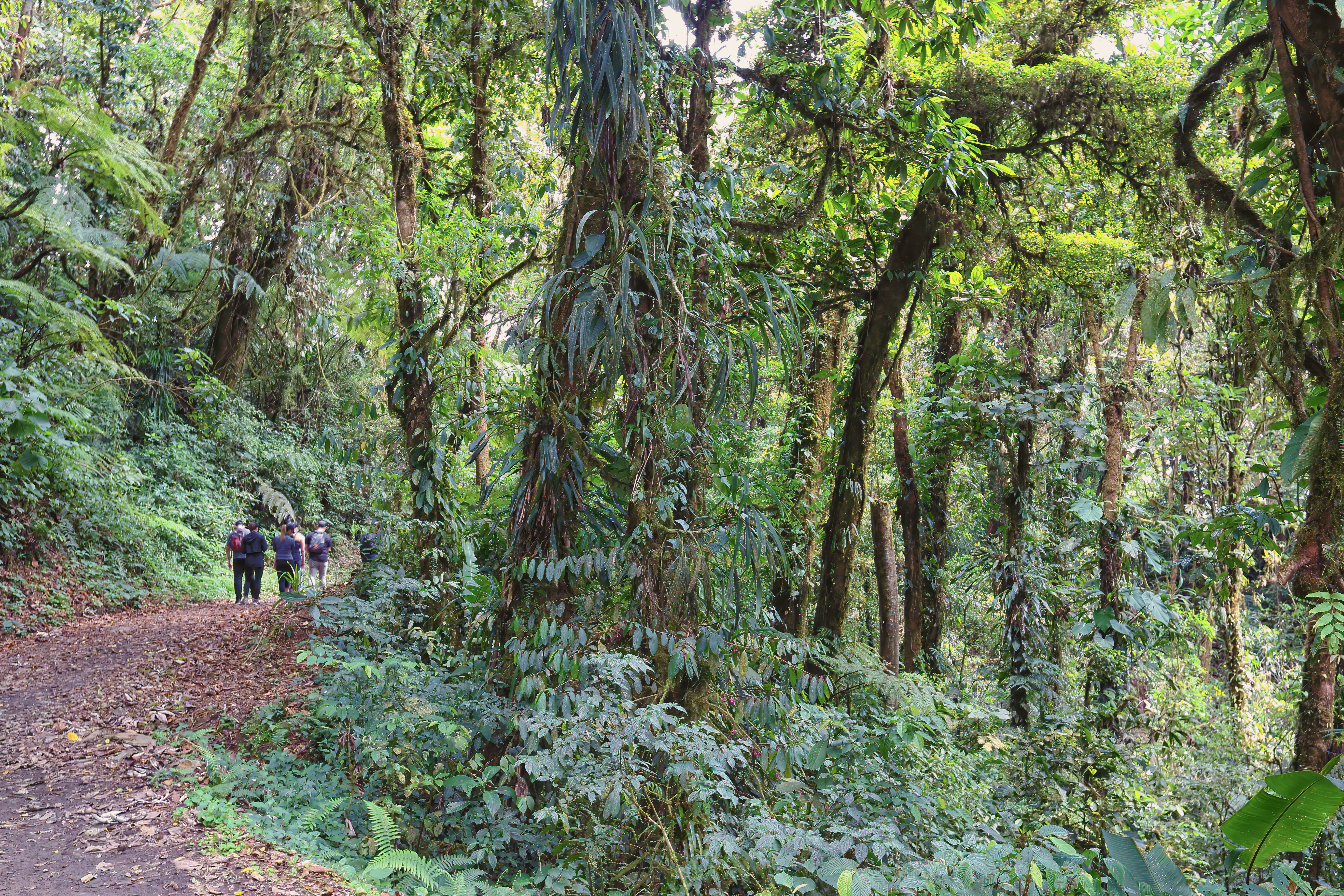
Köderdő: Monteverde, Costa Rica

A köderdők az egyenlítőhöz közeli, 2000 méternél magasabb hegységekben – a felhőképződés magasságában – kialakult örökzöld erdők.

## Általános jellemzők
Lefele haladva a köderdőket az 1000 és 2000 méter között magasságban található hegyi esőerdők, fölfele pedig a 2500 m fölötti bambuszdzsungelek vagy törpeerdők határolják. Az itt élő fák kérgét sűrűn beborítják a harasztok és mohák és a faágakról szakállszerűen lógnak le.
Ez az erdőtípus egyike a legveszélyeztetettebb ökoszisztémáknak, hiszen irtása sok helyen nagyobb, mint a trópusi esőerdőké.

## Elterjedésük

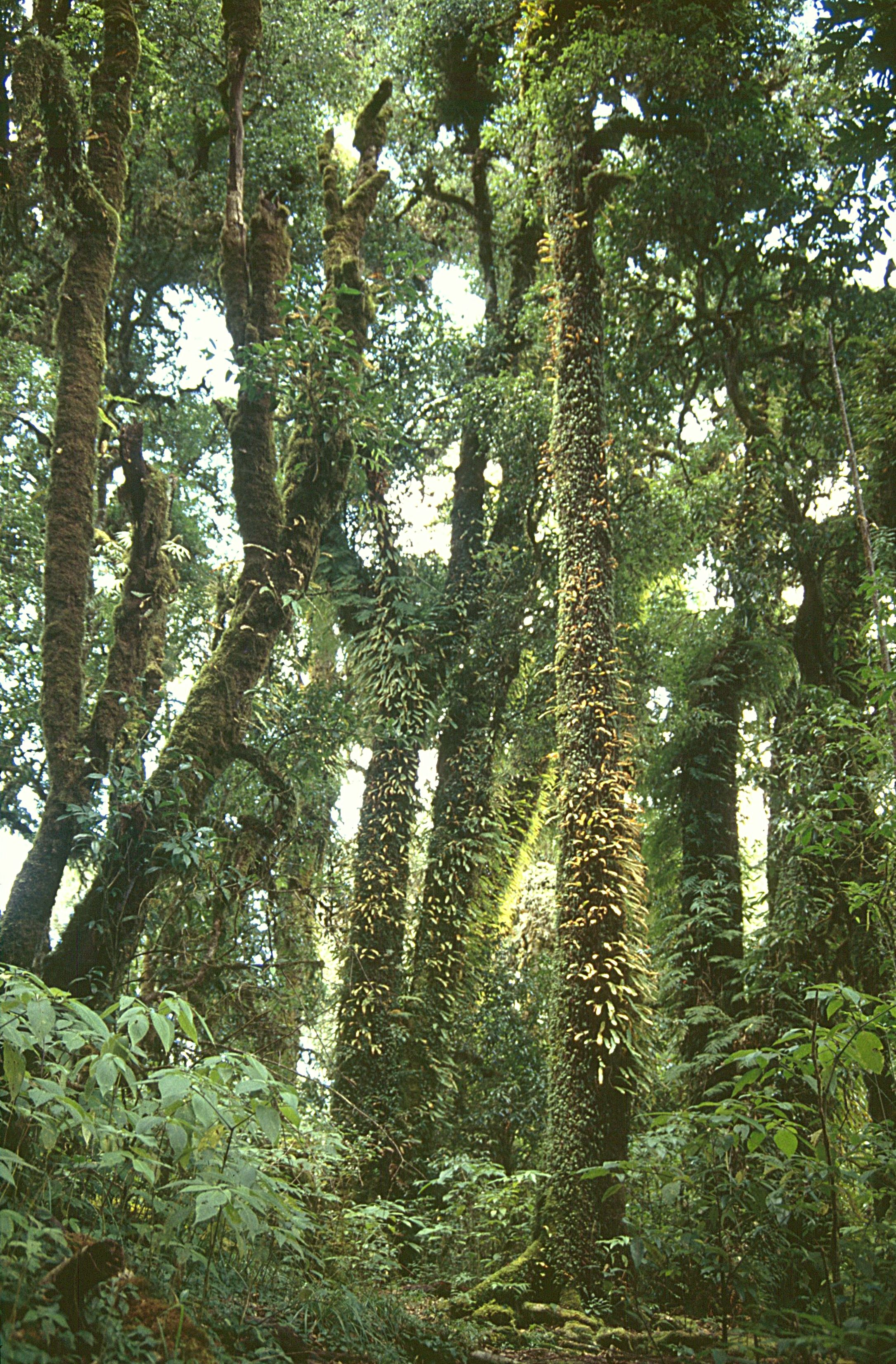
Doi Inthanon N. P., Thaiföld

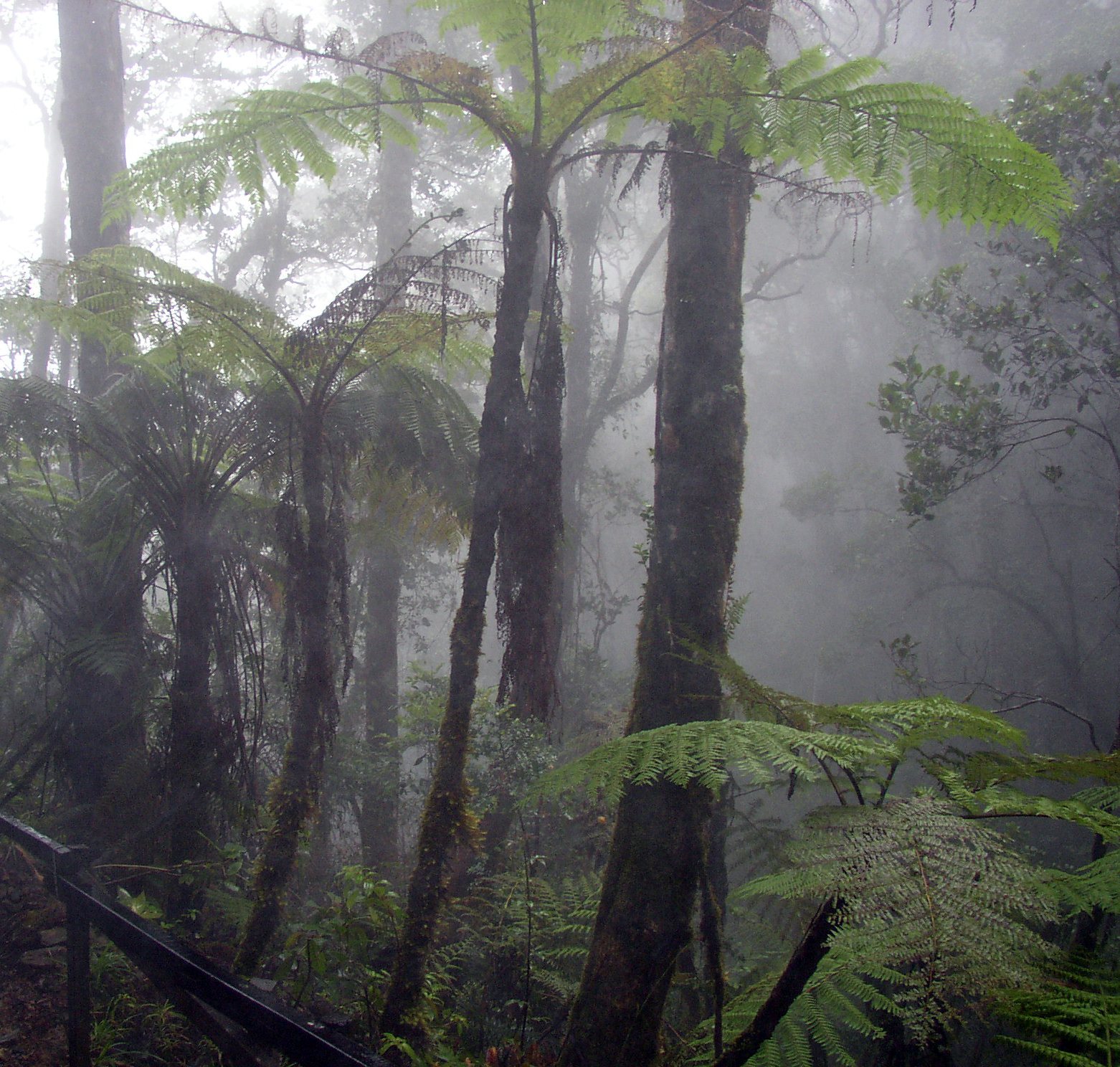
Mt Kinabalu, Borneó, Malajzia

Trópusi és szubtrópusi köderdők az alábbi országokban találhatók:
- Angola
- Argentína
- Ausztrália: Lamington N. P., Springbrook N. P., Mount Bartle Frere és Mount Bellenden Ker (Queensland) és Mount Gower (Lord Howe Island)
- Banglades
- Bolívia
- Brazília
- Brunei
- Burundi
- Costa Rica
- Dominika
- Ecuador
- El Salvador
- Fiji
- Fülöp-szigetek
- Gabon
- Guatemala
- Guyana
- Hawaii
- Honduras
- India: Shola erdők (Western Ghats), Namdapha N. P., ÉK-India
- Indonézia
- Jamaica
- Kambodzsa
- Kamerun
- Kenya
- Kolumbia
- Kongói Demokratikus Köztársaság
- Madagaszkár
- Malajzia: Mount Kinabalu, Cameron Highlands, Genting Highlands, Fraser's Hill
- Mexikó: El Cielo (Tamaulipas)
- Mikronéziai Szövetségi Államok
- Mozambik
- Myanmar
- Nicaragua
- Omán
- Pakisztán
- Panama
- Pápua Új-Guinea
- Peru
- Puerto Rico
- Réunion
- Ruanda
- Spanyolország: La Palma, La Gomera (Kanári-szk.)
- Szamoa
- Srí Lanka
- Tanzánia
- Thaiföld: Doi Inthanon, Doi Chiang Dao, Doi Phu Kha, Phu Khe, Khao Luang
- Trinidad és Tobago
- Venezuela
- Vietnám